# Imidazoline
 (juillet 2020).
L'imidazoline est un composé hétérocyclique azoté de formule C3H6N2, dérivé hydrogéné de l'imidazole. C'est un cycle à cinq atomes contenant trois atomes de carbone et deux atomes d'azote, ces derniers étant en positions 1 et 3, et possédant une double liaison. L'imidazoline possède trois isomères en fonction de la position de la double liaison :
La première forme semble être la plus stable et la plus rencontrée. Dans cette position, l'azolidine possède une fonction imine et est structurellement liée aux guanidines et aux amidines.

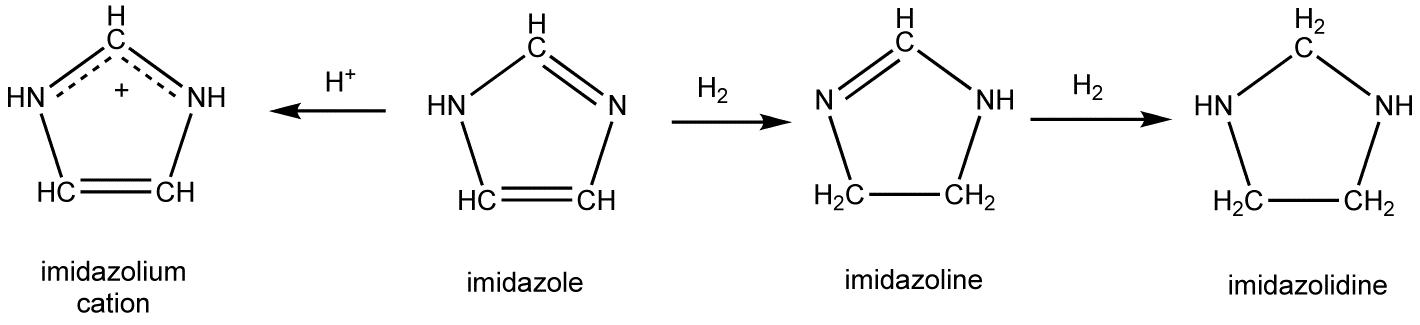
Relations chimiques entre l'imidazole et ses dérivées; de gauche droite, le cation imidazolium, l'imidazole, l'imidazoline, l'imidazolidine

## Synthèse
Il existe de nombreuses façons de synthétiser des dérivés d'imidazoline, la plupart d'entre elles mettant en jeu l'éthylènediamine ou l'un de ses dérivés:
- réaction entre l'éthylènediamine et un aldéhyde en présence d'hypochlorite de tert-butyle[2]
- réaction entre l'éthylènediamine et un aldéhyde en présence de diiode, de carbonate de potassium et de tert-butanol[3]. Une seconde réaction du composé obtenu avec le (diacétoxyiodo)benzène dans le DMSO en présence de carbonate de potassium permet d'obtenir le dérivé imidazole.
- réaction entre l'éthylènediamine et un aldéhyde aromatique avec le perbromure d'hydrobromure de pyridinium dans l'eau[4].
- réaction entre une amine α,α-difluoroalkylée et une β-diamine[5]. En remplaçant la β-diamine par un alcool β-aminé, un thiol β-aminé, il est possible d'obtenir respectivement l'oxazoline et la thiazoline correspondantes.
- réaction entre un sel de N-(2-iodoéthyl)arylamine et une amine primaire[6]. Cette réaction a l'avantage de former une imidazoline N,N-disubstituée, qu'il est ensuite possible de transformer en carbène (cf infra).
- réaction de chlorures de diamine N,N-diarylée dans l'orthoformiate de triéthyle en présence de micro-ondes[7]. Cette réaction a l'avantage de forme aussi une imidazoline N,N-disubstituée.

## Utilisation

Catalyseur de Grubbs de deuxième génération.

Tout comme l'imidazole, les composés dérivés de l'imidazoline permettent de former des carbènes stables appelés carbènes persistants qui sont utilisés comme ligand de type pour de nombreux métaux de transition. 
Il est par exemple possible de former un carbène d'imidazoline à partir d'un imidazole disubstitué par réduction par l'hydrure de sodium et le tert-butoxyde de potassium:
On trouve l'imidazoline notamment dans la deuxième génération de catalyseur de Grubbs.

## Rôle biologique
Beaucoup d'imidazolines sont biologiquement actives. La plupart des dérivés bio-actifs portent un substituent (aryle ou alkyle) sur le carbone entre les deux azotes. Parmi ces composés, on trouve notamment l'oxymétazoline, la xylométazoline, la tétrahydrozoline ou encore la naphazoline.